# José Mena Rodríguez
José Mena Rodríguez (Utrera, Sevilla, Andalucía, 15 de mayo de 1998) es un futbolista español que juega en el Real Club Recreativo de Huelva de la Segunda Federación.

## Carrera en el club
Mena es un jugador formado en la cantera del Sevilla FC, en la temporada 2016-17 fue titular en el División de Honor Juvenil, siendo uno de los máximos goleadores de la escuadra nervionense además de haber anotado dos tantos en la UEFA Youth League, competición en la que jugó catorce partidos. En dicha temporada, estrena convocatorias con el Sevilla Atlético sin todavía llegar a debutar, pero que demuestran el crecimiento año a año del jugador.
En la temporada 2016-17 fue suplente en varios partidos del Sevilla FC.
Tras su paso por el juvenil A, en la temporada 2017-18 debuta con el Sevilla Atlético, el 19 de agosto de 2017 jugando durante 6 minutos en la primera jornada de liga frente al CA Osasuna, acabando el encuentro con empate a uno. A finales de junio de 2018 renueva por dos años con el club hispalense.
Debuta con el Sevilla FC en partido de Copa del Rey de la temporada 2018-19 contra el CF Villanovense.La siguiente temporada volvió a jugar con el primer equipo en partido correspondiente a la Europa League contra el Qarabağ FK y el APOEL FC además de ser convocado para la fase final que la UEFA ideó para la celebración de esa misma edición de la UEFA Europa League.
En la temporada 2020-21, por el Baník Ostrava de la Fortuna Liga, con el que disputa 10 partidos.
El 3 de julio de 2021, regresa a España y firma por el Algeciras CF de la Primera División RFEF.
El 3 de agosto de 2023, firma por el Linares Deportivo de la Primera División RFEF.
El 30 de diciembre de 2023, firma por el Antequera C. F. de la Primera Federación.
El 1 julio de 2025, pasa a formar parte de la plantilla del Real Club Recreativo de Huelva, de la Segunda Federación.

## Clubes
A último partido jugado el 15 de agosto de 2025
| Club                 | País            | Periodo   | Partidos (goles) |
| -------------------- | --------------- | --------- | ---------------- |
| Sevilla Atlético     | España          | 2015-2020 | 81 (16)          |
| Sevilla FC           | España          | 2019-2020 | 3 (0)            |
| Baník Ostrava        | República Checa | 2020-2021 | 10 (0)           |
| Algeciras CF         | España          | 2021-2023 | 24 (2)           |
| Linares Deportivo    | España          | 2023      | 15 (1)           |
| Antequera C. F.      | España          | 2024      | 12 (1)           |
| S.D. Tarazona        | España          | 2024-2025 | 30 (0)           |
| Recreativo de Huelva | España          | 2025-2026 |                  |

## Palmarés

### Títulos internacionales
| Título                 | Club          | Sede     | Año     |
| ---------------------- | ------------- | -------- | ------- |
| Liga Europa de la UEFA | Sevilla F. C. | Alemania | 2019-20 |